# Háaleiti og Bústaðir
Háaleiti og Bústaðir (isländskt uttal: [ˈhauːaˌleiːtʰɪ ɔɣ ˈpuːˌstaːðɪr̥]), är ett distrikt i Reykjavik, Island. Det ligger i den östra delen av centrala Reykjavik och hade vid folkräkningen 2015 totalt 14 387 invånare. Distriktet består av stadsdelarna Háaleiti, Múlar, Bústaðir, Fossvogur, Smáíbúðahverfi och Blesugróf.
I distriktet ligger Islands största köpcentrum Kringlan.